# 美並子寶溫泉站

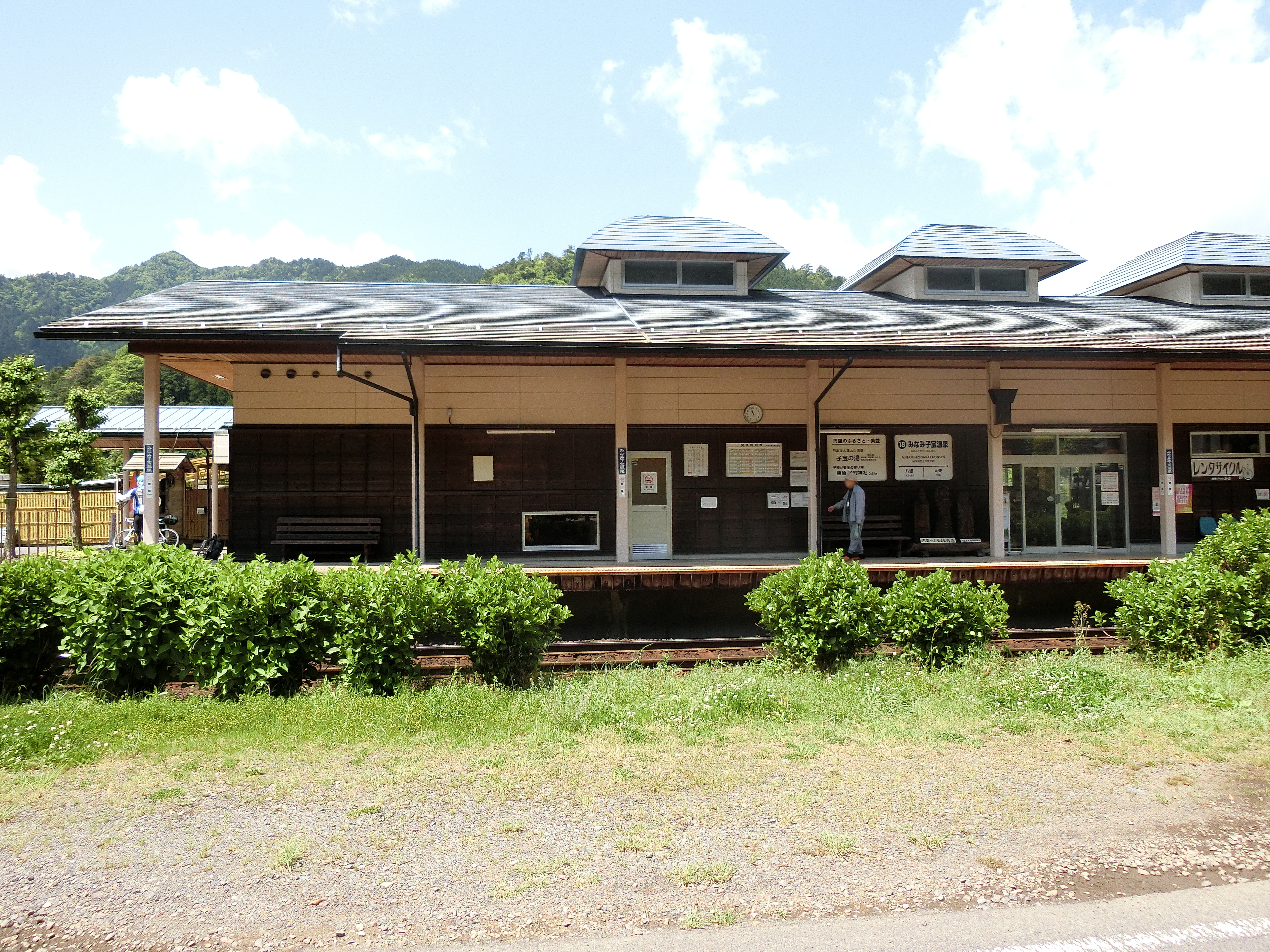
月台（2018年5月）

美並子寶溫泉站（日语：／ Minami-kodakara-onsen eki */?）是位於岐阜縣郡上市美並町大原，長良川鐵道的越美南線車站。車站編號是18。在車站大樓設有溫泉設施。在2002年（平成14年）度被選定為「中部車站百選」之一。

## 歷史
- 2002年（平成14年）4月4日 - 車站啟用[1]。

## 車站構造
車站是一座地面車站，設有1面1線單式月台。
此站設有2個出入口，1個直接連接溫泉設施（於月台中央），在月台美濃太田一端設有另一個出口。另外，由於溫泉設施內不可穿鞋，因此車站出入口處需要脫鞋。

## 使用狀況
| 年度               | 1日平均 乘車人次 | 1日平均 乘車人次 |
| ------------------ | ---------------- | ---------------- |
| 2011年（平成23年） | 13               |                  |
| 2012年（平成24年） | 19               |                  |
| 2013年（平成25年） | 11               |                  |
| 2014年（平成26年） | 19               |                  |
| 2015年（平成27年） | 23               |                  |

## 車站周邊
車站大樓內設有溫泉設施。

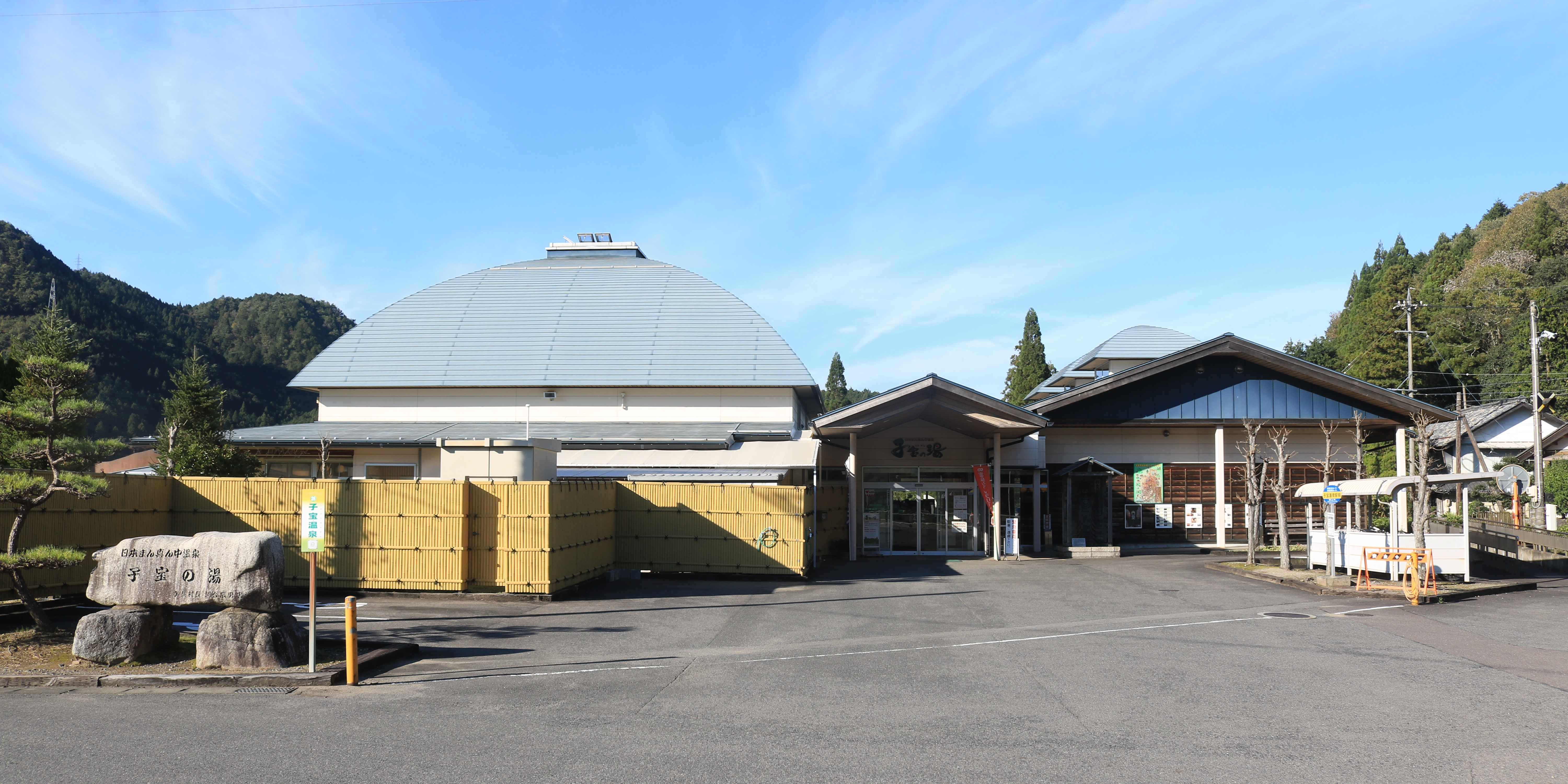
日本中央溫泉 子寶之湯

- 使用長良川鐵道前往此溫泉的乘客，在下車時向駕駛員取得當日有效的下車證明票，進入溫泉時只需支付入湯稅（日语：入湯税）50日圓便可進場[1]。
  - 在2015年(平成27年)4月1日起，優惠變為減200日圓[2]。
- 溫泉施設通往月台的玄關附近設有3燈式鐵路信號機，以提醒列車到達時間[1]。
- 岐阜縣道324號白山美濃線（日语：岐阜県道324号白山美濃線）位於溫泉設施和車站東邊。
- 長良川位於溫泉設施和車站西邊。

## 巴士路線
郡上市自主運行巴士
- 美並南路線 （每日2往返班次，在盂蘭盆節、年尾、年初除外的星期二、五服務）
- 美並北路線 （每日2往返班次，在盂蘭盆節、年尾、年初除外的星期一、四服務）

## 相鄰車站
長良川鐵道
越美南線
八坂（17）－美並子寶溫泉（18）－大矢（19）

## 注腳
1. 1 2 3 4 5  曾根悟（監修）. 朝日新聞出版分冊百科編集部（編集） , 编. . 週刊朝日百科. 26号 長良川鉄道・明知鉄道・樽見鉄道・三岐鉄道・伊勢鉄道. 朝日新聞出版. 2011-09-18: 5、11 （日语）.
2. ↑  . 長良川鉄道.   [2016-05-05]. （原始内容存档于2020-02-24）.

## 外部連結
- 美並子寶溫泉站｜【官方網站】長良川鐵道株式會社 （页面存档备份，存于）（日語）
- 日本中央溫泉子寶之湯 （页面存档备份，存于）（日語）